# يوسف قمخي
يوسف قمخي (بالعبرية: יוסף קמחי) هو راباي ومعلق كتاب مقدس ولغوي وشاعر يهودي من العصور الوسطى ولد في سنة 1105 في الأندلس. هاجر من الأندلس بعد الإضطهاد الذي لاقاه اليهود من قبل الموحدين إلى فرنسا واستقر في مدينة أربونة، أصبح معلم كل من مناحيم بن شمعون و يوسف زبرا وأيضاً إبنه ديفيد قمخي. كتب ضد العقيدة المسيحية ودخل في عدة نقاشات مع رجال الدين الكاثوليك حول تفسير الكتاب المقدس. توفي في سنة 1170.